# 路德维希·鲁夫
路德维希·鲁夫（Ludwig Ruff，1878年5月29日 – 1934年8月15日）是一位德国建筑师，他的儿子弗朗茨·鲁夫也是个建筑师。阿道夫·希特勒认识了鲁夫路德维希·鲁夫後，委托他設計建造纽伦堡全国党代会集会场。1934年，路德维希·鲁夫去世，他留下的未完工的纽伦堡全国党代会集会场由其子负责完成。